# Nempont-Saint-Firmin
Nempont-Saint-Firmin è un comune francese di 196 abitanti situato nel dipartimento del Passo di Calais nella regione dell'Alta Francia.
Il suo territorio comunale è bagnato dalle acque del fiume Authie.

## Società

### Evoluzione demografica
Abitanti censiti